# Clubiona latericia
Clubiona latericia este o specie de păianjeni din genul Clubiona, familia Clubionidae, descrisă de Kulczynski în anul 1926. Conform Catalogue of Life specia Clubiona latericia nu are subspecii cunoscute.